# 髙立直哉
髙立 直哉（たかりゅう なおや、1992年3月18日 - ）は、石川県金沢市出身で木瀬部屋に所属していた元大相撲力士。本名は髙木 立太（たかぎ りゅうた）。身長180cm、体重212kg、血液型はB型。最高位は西十両13枚目（2015年7月場所）。好物は魚、煮玉子。嫌いな食べ物はゆで卵。
Facebookを利用している。

## 来歴
幼少期から体は大きかったが、酷いアトピー性皮膚炎にも悩まされていた。「相撲をやればアトピーは治りますよ」と声をかけられたことで緑小学校1年次から地元の押野道場に通い始め、わんぱく相撲全国大会出場、全国小学生優勝大会優勝などの実績を残した。当時髙木少年に声をかけた山本実朗は後に恩師にもなるが、アトピーが治るという言葉には特に確証は無かったという。しかし新陳代謝が活発になったためか、1年ほどで病気は完治した。
西南部中学校進学後は毎日道場に通い続け、父親からは家でも稽古することを命じられて3年生では団体戦メンバーとして団体優勝に貢献した。中学校卒業後に進学した金沢学院東高校スポーツコースの1年先輩には遠藤がいる。3年次には十和田大会個人優勝、宇佐大会と国体で団体優勝と、個人戦・団体戦共に活躍したが、高校を卒業した2010年当時は大相撲界が不祥事に揺れていたことでプロ入りは断念し、拓殖大学政経学部経済学科に進学。大学時代は団体戦では優勝経験があったが、個人戦ではタイトルを獲得できなかった。
大学卒業後は木瀬部屋に入門し、2014年3月場所で初土俵。例年3月場所では学校を卒業したばかりの新弟子が多く入門するため就職場所とも呼ばれ、年6回の新弟子検査で最も受検者が多くなるが、その中にあって体重202kgと非常に堂々とした体格で、この時の受検者で唯一200kg台の大台に乗った。師匠の木村瀬平も「立派な体格を基礎に強くなってほしい」と期待を寄せた。入門後の指導係は臥牙丸が務めていた。
前相撲は2連勝で一番出世。初めて番付に名前が載った5月場所は2敗を喫したが、序二段に昇格した7月場所では7戦全勝。しかし、芝との同部屋優勝決定戦に小手投げで敗れて序二段優勝はならなかった。三段目昇格の9月場所では場所中にダメ押しを勝負審判に厳しく叱責される一幕もあったが、再び7戦全勝となると今度は同点者が無かったため優勝決定戦を経ずに三段目優勝が決まった。11月場所の幕下昇進後も勝ち越しが続いており、2015年3月場所は関取目前の東幕下5枚目で迎えたが、この場所で初土俵以来初の負け越しを経験した。続く5月場所は東幕下10枚目に番付を下げたが、この場所は7戦全勝の幕下優勝を達成場所後の番付編成会議にて7月場所での新十両昇進が決定した。初土俵から所要8場所での関取昇進は史上7位タイのスピード記録である(付け出しを除く)。十両昇進と同時に、それまで本名のままだった四股名を、本名を縮めた「髙立」に改めた。この四股名は入門前に死去した父親が生前に考えたもので、下の名の「直哉」は師匠の現役時代の四股名の「肥後ノ海直哉」から取った。新十両の7月場所は初日から3連勝としたものの、4日目から一転して7連敗を喫して結局5勝10敗の大敗に終わった。幕下に陥落した9月場所も2勝5敗と負け越し。以降は幕下の一桁台の番付に戻れず、2020年1月場所で三段目に陥落して以降は幕下と三段目の往復が続いていた。2021年5月場所限りで引退。引退に至った原因は右肩の怪我にあり、2020年7月場所後には手術を受けていたが、軟骨が消失したため一般人と肩がぶつかるだけでしびれる程の状態となり、手術後も残った右肩の痛みが限界に達していたという。断髪式は2021年12月4日、金沢市の石川県立武道館屋内相撲場で行われた。
上述の通り初土俵から新十両が早く、関取在位中（幕下上位で十両と対戦した時期も含む）に頭髪が大銀杏を結える長さに到達しておらず、関取経験者ながら本場所の土俵で大銀杏を結うことなく引退した。同様の形で大銀杏を結わずに引退したケースは千代桜以来であった。2021年12月に行われた断髪式で初めて大銀杏を結っている。
故郷の石川県野々市市の社会福祉法人「愛里巣（ありす）福祉会」に就職し、相撲教室で2年間指導していたが、2024年自身の誕生日である3月18日に野々市市粟田で相撲茶屋繁というちゃんこ屋をオープンした。

## 取り口
200kgを超える体重を活かした突き押しが持ち味であり、十両に昇進した時期にはこの突き押しを活かしていた。引き技など小手先に走らず押し切る相撲が多かった。しかしX脚と体重のため足腰は脆く、手先で押すような突き押しであったため、引き技による黒星も非常に多かった。とりわけ土俵際での突き落としに弱く、相手を土俵際に追いつめながらの逆転負けも目立った。また突き押し以外にこれと言った武器が無く、組んで寄り勝つことも稀であった。

## エピソード
- 長年兄弟子の常幸龍の付け人を務めていた思い出を自身の引退の際に「家族ぐるみで自分のことをかわいがってくれた。常幸龍関の奥さんも子どもも『高木くん』『高木くん』とずっと言ってくれて…。常幸龍関には一番頑張ってもらいたいです」と振り返っていた。[14]。
- 『デイリー新潮』は2024年3月に、2021年に当時幕下であった弟弟子が髙立の妻と不倫していたことが発覚し、最終的に髙立と妻が離婚したと報じている。髙立は怪我に加えてこのトラブルの被害に遭ったことで、部屋に残る気力を失って引退を決意したとある。師匠の木瀬は問題の弟弟子を処分しないどころか「直接話すな」の一点張りで、弟弟子も開き直って謝罪せず、結局、仲介人が入り、慰謝料を支払うことで和解が成立したと伝わる。トラブルの余波で断髪式に木瀬は出席せず、引退の前に「二度と彼(弟弟子)に妻と連絡を取らせないようにしてください」と木瀬と約束したというが、弟弟子はそれを守らずその後も妻との付き合いを続け、この報道の少し前にも妻の家族の会食に同席していたという[19][20]。

## 主な成績
- 通算成績：154勝141敗7休（43場所）
- 十両成績：5勝10敗  (1場所)
- 各段優勝
  - 幕下優勝：1回（2015年5月場所）
  - 三段目優勝：1回（2014年9月場所）

| | 一月場所 初場所（東京） | 三月場所 春場所（大阪） | 五月場所 夏場所（東京）   | 七月場所 名古屋場所（愛知） | 九月場所 秋場所（東京） | 十一月場所 九州場所（福岡） |
| --- | ----------------------- | ----------------------- | ------------------------- | --------------------------- | ----------------------- | --------------------------- |
| 2014年 （平成26年） | x                       | （前相撲）              | 西序ノ口5枚目 5–2         | 西序二段52枚目 7–0          | 西三段目54枚目 優勝 7–0 | 西幕下31枚目 6–1            |
| 2015年 （平成27年） | 西幕下12枚目 5–2        | 東幕下5枚目 3–4         | 東幕下10枚目 優勝 7–0     | 西十両13枚目 5–10           | 西幕下3枚目 2–5         | 西幕下12枚目 3–4            |
| 2016年 （平成28年） | 西幕下20枚目 4–3        | 西幕下15枚目 3–4        | 西幕下24枚目 4–3          | 東幕下20枚目 1–6            | 東幕下45枚目 5–2        | 西幕下32枚目 3–4            |
| 2017年 （平成29年） | 西幕下39枚目 6–1        | 東幕下17枚目 3–4        | 西幕下24枚目 4–3          | 西幕下18枚目 4–3            | 西幕下13枚目 4–3        | 東幕下10枚目 2–5            |
| 2018年 （平成30年） | 西幕下25枚目 3–4        | 西幕下32枚目 3–4        | 東幕下41枚目 3–4          | 西幕下47枚目 4–3            | 東幕下38枚目 3–4        | 東幕下48枚目 6–1            |
| 2019年 （平成31年 /令和元年） | 東幕下20枚目 1–6        | 西幕下41枚目 5–2        | 西幕下27枚目 2–5          | 西幕下40枚目 4–3            | 西幕下35枚目 3–4        | 西幕下44枚目 2–5            |
| 2020年 （令和2年） | 東三段目5枚目 5–2       | 東幕下42枚目 3–4        | 感染症拡大 により中止     | 西幕下53枚目 4–3            | 東幕下43枚目 2–5        | 東幕下57枚目 1–6            |
| 2021年 （令和3年） | 西三段目27枚目 4–3      | 東三段目12枚目 3–4      | 西三段目23枚目 引退 0–0–7 | x                           | x                       | x                           |
| 各欄の数字は、「勝ち-負け-休場」を示す。 優勝 引退 休場 十両 幕下 三賞：敢=敢闘賞、殊=殊勲賞、技=技能賞 その他：★=金星 番付階級：幕内 - 十両 - 幕下 - 三段目 - 序二段 - 序ノ口 幕内序列：横綱 - 大関 - 関脇 - 小結 - 前頭（「#数字」は各位内の序列） |                         |                         |                           |                             |                         |                             |

## 改名歴
- 髙木 立太（たかぎ りゅうた）2014年3月場所 - 2015年5月場所
- 髙立 直哉（たかりゅう なおや）2015年7月場所 - 2021年5月場所